# Преображение Господне (Пасяне)
„Преображение Господне“ (на сръбски: Црква Светог Преображења) е възрожденска православна църква в гнилянското село Пасяне, Косово. Част е от Рашко-Призренската епархия на Сръбската православна църква.

## История
Църквата е издигната с труда на местното население в 1861 година и многократно е палена и обновявана.

## Описание
Стенописите в храма са в техника ал секо и заедно са иконостаса са от XIX век. Дело са на дебърския майстор Константин Яковлев от Галичник. В църквата се пазят няколко стари икони от XVII и XVIII век.
В 1980 година църквата е обявена за паметник на културата.